# Chilecryptus ithyption
Chilecryptus ithyption là một loài tò vò trong họ Ichneumonidae.